# Regiony statystyczne Słowenii
Uzasadnienie:  Oba artykuły opisują to samo, tu jest tylko krótkotrwały podział isniejący w latach 2000-2004
Regiony statystyczne Słowenii składały się z 12 jednostek statystycznych, utworzonych w 2000 roku w celach prawnych i statystycznych.
Na mocy dekretu z 2000 roku Słowenię podzielono na 12 regionów statystycznych, które zgrupowano w dwóch regionach spójności.
Regiony statystyczne podzielono na dwa regiony spójności:
- Słowenię Wschodnią (Vzhodna Slovenija – SI01), obejmująca regiony: Mura, Drawa, Karyntia, Savinja, Centralna Sawa, Dolna Sawa, Słowenia Południowo-Wschodnia i Primorska-Kraina Wewnętrzna;
- Słowenię Zachodnią (Zahodna Slovenija – SI02), obejmująca regiony: Słowenia Środkowa, Górna Kraina, Gorycja i Nadbrzeżny Kras.

| Regiony statystyczne          | Regiony statystyczne  | Regiony statystyczne | Regiony statystyczne | Regiony statystyczne | Regiony statystyczne |
| Polska nazwa                  | Słoweńska nazwa       | Kod                  | Stolica              | Powierzchnia (km²)   | Populacja (2019)     |
| ----------------------------- | --------------------- | -------------------- | -------------------- | -------------------- | -------------------- |
| Mura                          | pomurska              | SI011                | Murska Sobota        | 1337                 | 114 287              |
| Drawa                         | podravska             | SI012                | Maribor              | 2170                 | 324 104              |
| Karyntia                      | koroška               | SI013                | Slovenj Gradec       | 1041                 | 70 588               |
| Savinja                       | savinjska             | SI014                | Celje                | 2384                 | 261 851              |
| Centralna Sawa                | zasavska              | SI015                | Trbovlje             | 264                  | 41 606               |
| Dolna Sawa                    | posavska              | SI016                | Brežice              | 885                  | 70 067               |
| Słowenia Południowo-Wschodnia | jugovzhodna Slovenija | SI017                | Novo mesto           | 2675                 | 144 032              |
| Primorska-Kraina Wewnętrzna   | primorsko-notranjska  | SI018                | Postojna             | 1456                 | 52 544               |
| Słowenia Środkowa             | osrednjeslovenska     | SI021                | Lublana              | 2555                 | 564 527              |
| Górna Kraina                  | gorenjska             | SI022                | Kranj                | 2137                 | 204 670              |
| Gorycja                       | goriška               | SI023                | Nova Gorica          | 2325                 | 117 616              |
| Nadbrzeżny Kras               | obalno-kraška         | SI024                | Koper                | 1044                 | 115 016              |